# Ansonia inthanon
Ansonia inthanon é uma espécie de anfíbio da família Bufonidae.

## Distribuição
Essa espécie é endêmica do oeste da Tailândia, em altitudes que variam entre 930 e 1650m, nas seguintes regiões:
- no sul de Doi Inthanon, na província de Chiang Mai
- em Thongphaphum, na província de Kanchanaburi